# Jouvencelles
Pour plus de détails, voir Fiche technique et Distribution.
Jouvencelles est un film documentaire québécois réalisé par Fannie Pelletier, sorti en salle en 2022.
C'est le premier long-métrage de Pelletier succédant au court-métrage Photo Jaunie ayant connu un parcours en festival au Canada comme à l'international.

## Synopsis
Le film explore le monde virtuel et intime de trois groupes d’adolescentes du Québec.

## Fiche technique
- Titre original : Jouvencelles
- Réalisation : Fannie Pelletier
- Scénario : Fannie Pelletier
- Musique : Simon L'Espérance
- Photographie : Matthew Wolkow
- Montage : René Roberge
- Conception sonore : Félix Lamarche et Luc Raymond
- Producteur : Audrey D. Laroche
- Société de distribution : La distributrice de films
- Pays de production :  Canada
- Langue originale : français
- Format : couleur — 1:90
- Genre : documentaire
- Durée : 104 minutes
- Dates de sortie :
  - Canada : 18 novembre 2022 (Festival international du documentaire de Montréal)
  - Canada : 3 février 2023

## Festivals
Le film est présenté en première mondiale au les Rencontres internationales du documentaire de Montréal le 18 novembre 2022